# Lino Vea-Murguía
Lino Vea-Murguía Bru (Madrid, 24 de abril de 1901-Madrid, 16 de agosto de 1936) fue un sacerdote católico español. Murió asesinado al comienzo de la Guerra Civil Española, víctima de la represión en la zona republicana.

## Biografía
Lino nació en la capital de España en 1901, en el seno de una familia acomodada con ascendientes militares. Era hijo de Antonio Lino, propietario de origen cántabro, y María de la Trinidad, de origen sevillano. Lino fue bautizado con el nombre de: Lino Octavio Gregorio de la Caridad y del Señor del Gran Poder.
Era hijo único y —tras el fallecimiento de su padre—, Lino vivía con su madre en la calle Francisco de Rojas, número 3. A los dieciocho años entró en el Seminario conciliar de Madrid, donde estudió latín, filosofía y teología. Allí conoció y entabló amistad con tres sacerdotes: José María Vegas, José María Somoano y José María García Lahiguera.
Después de ser ordenado sacerdote en Madrid el 18 de diciembre de 1926 realizó su labor pastoral como: capellán del Patronato de Enfermos (desde el 28 de marzo de 1927); capellán del colegio del Divino Maestro (octubre de 1928), y capellán de las Esclavas del Sagrado Corazón, —en la calle Martínez Campos— (junio de 1930-julio de 1936). También visitaba y atendía espiritualmente a enfermos en diversos hospitales madrileños.Anteriormente, en septiembre de 1937 se trasladó a Melilla como capellán castrense para hacer el  servicio militar; ya de regreso a Madrid (finales de 1929) formó una Congregación Mariana Sacerdotal, junto con Vegas, Somoano y García Lahiguera, para ayudarse entre ellos y evangelizar los barrios extremos de Madrid, entre otras cosas. Leopoldo Eijo y Garay erigió la Congregación (8 de diciembre de 1929), que tuvo una vida muy corta, pero les sirvió como experiencia concreta de asociacionismo clerical.
El sacerdote Norberto Rodríguez, capellán segundo del patronato de enfermos presentó a Lino a Josemaría Escrivá de Balaguer, y desde entonces mantuvieron una estrecha relación sacerdotal y apostólica.Vea-Murguía colaboró en la puesta en marcha de la Academia DYA (diciembre de 1933).
Tras el comienzo de la Guerra civil, permaneció en su casa, vestido de sotana. En la mañana del 15 de agosto celebró la santa Misa, y por la tarde, llegaron a su domicilio unos milicianos,  —que con la excusa de someterle a un interrogatorio— se lo llevaron. Se despidió de su madre: "Ha llegado mi última hora, es la voluntad del Señor y hay que acatarla". Los milicianos no le permitieron salir vestido de sacerdote. El 16 de agosto apareció su cadáver en el depósito judicial. Tenía la cara acardenalada y una herida en la frente. Había sido fusilado en las tapias del cementerio del Este.